# Кальпулі
Кальпулі — громада в ацтекському суспільстві, що була основою адміністративного устрою Потрійного союзу. Назва з науатлю перекладається як «група або об'єднання будинків».

## Історія
Кальпулі сягають давнім ацтекським родам — «будинкам». Саме за цією ознакою розселялися ацтеки по «кварталам» Теночтітлана після його заснування. У так званий додинастичний період — до 1372 року — кожна кальпулі була самокерованою, контрольованою родовою знаттю, оскільки розвиненою центральної влади не існувало. З приходом до влади тлатоані Акамапічтлі розпочалося затвердження нової знаті і поступове ослаблення ролі родових вождів кальпулі.
Особливо посилилися ці процеси з часу тлатоані Іцкоатля. Зі зміцненням центральної політичної влади родові інститути, в особі насамперед вождів кальпулі, поступово набувають рис місцевого самоврядування, свого роду «місцевої ради», що відповідала за місцеві справи: вони регулювали розподіл земель кальпулі і збір данини з її членів.
Центральна влада поступово перетворила родову верхівку практично в свій низовий підрозділ, залишивши їй контроль над структурою громади. На тлі інтенсивних і безперервних завоювань при подальших ацтекських правителях в структурі влади почали чітко проявлятися тенденції до централізму. До часів володарювання великого тлатоані Мотекусоми II адміністративно-територіальні та господарські функції кальпулі превалювали над тим, що залишалося в ній від родових інститутів. Між кальпулі виникли серйозні відмінності як за внутрішньою структурою, так і за місцем у суспільстві при збереженні в них ролі панівних родів.
Рішучий наступ на родові інститути зробив Мотекусома II Молодший. Він провів адміністративну реформу, яка зачепила насамперед центральні області й Теночтітлан. Великий тлатоані замінив усіх «давніх вождів» на вірних йому людей і розділив місто на 4 райони. Його заходи зустріли опір. Водночас ці перетворення не торкнулися місцевих кальпулі у більш віддалених провінціях, які продовжували жити своїми власними законами.

## Особливості
Кальпулі залишалася автономною одиницею, слабко пов'язаною з політичним життям держави. Ацтекська громада перебувала в привілейованому становищі порівняно з громадами інших етнічних груп, що складали населення імперії. На чолі кальпулі стояв вождь, кальпулек (calpullec). Він обов'язково мав належати до даної кальпулі, а також бути «знатним», тобто мати достатній авторитет, щоб відстояти інтереси громади перед державою та іншими кальпулі. Формально ця посада не була спадковою — кальпулек обирався очільниками родів родів і родин, проте фактично посада кальпулека часто отримували сини або родичі померлого голови громади. Це забезпечувало збереження влади в кальпулі в руках певної сім'ї.
Держава нічого, що стосується общинних справ і особливо долі землі громади, не вживало без згоди та офіційної підтримки кальпулека. Він здійснював зв'язок з іншими кальпулі й з центральною владою. У цій якості він брав участь в особливій верховній раді в Теночтітлані, де головував великий тлатоані. Був присутній кальпулек також на офіційній церемонії інтронізації нового тлатоані.
Кальпулек був особою, що займалася питаннями господарства, відповідальним за збір данини і виконання трудових повинностей, що накладалися на кальпулі державою. Виконував релігійні функції — відав він і дотриманням ритуалів, відповідав за виконання обрядів, сам брав у них безпосередню участь. Так, коли воїни поверталися з походу, старійшини громади наносили церемоніальні візити до кожного з них, починаючи з командирів, і отримуючи за це частування та подарунки. Кальпулек був одним з головних дійових осіб і при поминальному ритуалі з нагоди загибелі воїнів в бою.
Кожна кальпулі була розділена на групи будинків (сімей). У джерелах частіше називаються об'єднання в 20-100 будинків. У ацтеків цей поділ було зумовлено необхідністю упорядкування та організації несення військових і трудових повинностей. Підрозділи громади з успіхом використовувалися для організації управління громадою взагалі. На чолі їх стояли відповідальні особи общинного рівня — глави 20 родин (centecpanpixque), 60 родин (etecpanpixcayotl), 100 родин (macuiltecpanpixcayotl). Найбільш великих підрозділів (у 100 родин) могло і не бути, якщо громада була невеликою.
Очільники підрозділів безпосередньо підпорядковувалися кальпулеку і входили до рада громади, з яким структурно була пов'язана рада старійшин. На чолі останньої стояв особливий глава (teachcauh), а складали його «старійшини кальпулі» (calpulhuehutque), тобто найбільш старі і поважні люди, яким відводилася важлива роль у церемоніалі, вирішенні певних управлінських завдань.
У системі управління кальпулі відігравали свою роль також збори всіх повноправних членів громади, які разом із радою громади і радою старійшин виконували функції суду громади, де розглядалися не дуже складні внутрішні конфлікти. Зазвичай головував кальпулек, а йому допомагали старійшини громади і деякі інші особи з управління. Члени кальпулі (масеуалі) могли брати участь у місцевому управлінні тільки на громадському рівні.
Кожна громада мала своє покровителя — «бога кальпулі» (calpulteotl). Храми кальпулі являли собою звичайні будинки на низькій платформі. Вони перебували всередині території, оточеній невисокою стіною. Поруч із храмом громади стояли інші будинки-колиби, що призначалися для здійснення загальногромадських заходів. Особлива роль серед них належала «дому громади» (calpulco), який призначався для проведення деяких церемоній, різного роду зустрічей, зборів. Громада та храм відповідали за приміщення для телпочкалі, «шкіл юнаків», який також знаходилися на храмовій території.
У ацтекській громаді-кальпулі діяв принцип взаємодопомоги. Громада могла допомагати деякий час своїм неспроможним членам (хворим, сиротам тощо). Нерідко допомога надавалася на перших порах і молодим сім'ям. Існував закон щодо заборони переходи з однією кальпулі до іншої. На моменту появи іспанців у Месоамериці у громаді ацтеків склалося соціальне розшарування: були землероби, скотарі, торгівці, ремісники, знать.